# Suleman Ambaye
Suleman Ambaye (* 11. September 1935) ist ein ehemaliger äthiopischer Radrennfahrer.

## Sportliche Laufbahn
Ambaye war Teilnehmer der Olympischen Sommerspiele 1964 in Tokio. Im olympischen Straßenrennen schied er beim Sieg von Mario Zanin aus. Im Mannschaftszeitfahren wurde der Vierer aus Äthiopien in der Besetzung Suleman Ambaye, Fisihasion Ghebreyesus, Yemane Negassi und Mikael Saglimbeni 26. von 33 gestarteten Mannschaften.